# Polikarpow I-3
Die Polikarpow I-3 (russisch Поликарпов И-3) ist ein einsitziges Doppeldecker-Jagdflugzeug. Es wurde in der zweiten Hälfte der 1920er-Jahre in einer Stückzahl von 399 Exemplaren produziert und von den sowjetischen Streitkräften eingesetzt.

## Geschichte
Als Ausgangsmuster dieser Konstruktion diente Nikolai Polikarpow der zweisitzige Jäger DI-1, dessen Erprobung durch einen Absturz, bedingt durch Festigkeitsmängel der Zelle, unterbrochen und nicht wieder aufgenommen worden war.
Die I-3 wurde mit einem Zwölfzylinder-V-Motor ausgestattet, im Gegensatz zur Parallelentwicklung I-4 von Pawel Suchoi, die einen Sternmotor erhielt. Durch diese beiden Motorenarten sollte herausgefunden werden, welcher Eigenschaft bei einem Jagdflugzeug die wichtigere Funktion zukam. Polikarpows Konstruktion war schneller, während Suchois I-4 wendiger war.
Die Attrappe der Maschine war am 14. Mai 1927 fertiggestellt, der Erstflug des Prototyps folgte ein Jahr darauf am 4. Mai 1928. Da die Erprobung ohne Zwischenfälle verlief und der Typ manövrierfähig sowie leicht zu fliegen war, bereitete man die Serienproduktion vor, die 1929 anlief. Die I-3 diente fünf Jahre in der ersten Linie und wurde danach an die Schuleinheiten abgegeben.

## Technische Beschreibung
Die I-3 verfügte über einen aus Kiefernholz mit Sperrholzbeplankung gefertigten Rumpf in Schalenbauweise mit ovalem Querschnitt. Die Tragflügel besaßen zwei kastenförmige Hauptholme mit Sperrholzrippen. Das Leitwerk bestand aus einem mit Stoff bespannten Duraluminium-Gerippe. Das starre Hauptfahrwerk war mit einer Gummipufferung versehen und konnte im Winter durch Schneekufen ersetzt werden. Am Heck befand sich ein Schleifsporn.
Während die ersten Serien-I-3 noch mit englischen Vickers-Maschinengewehren und deutschen BMW VIz-Triebwerken ausgestattet waren, rüstete man die späteren Exemplare mit PW-1-MG und M-17-Lizenzmotoren aus.

## Technische Daten
| Kenngröße             | Daten                                                |
| --------------------- | ---------------------------------------------------- |
| Konstrukteur(e)       | Nikolai Polikarpow                                   |
| Baujahr(e)            | 1929–1931                                            |
| Besatzung             | 1                                                    |
| Länge                 | 8,08 m                                               |
| Flügelspannweite      | oben 11,08 m unten 9,00 m                            |
| Höhe                  | 4,10 m                                               |
| Flügelfläche          | 27,85 m²                                             |
| Rüstmasse             | 1400 kg                                              |
| Startmasse            | 1846 kg                                              |
| Antrieb               | ein flüssigkeitsgekühlter Zwölfzylinder-V-Motor M-17 |
| Leistung              | 500 PS (ca. 370 kW)                                  |
| Höchstgeschwindigkeit | 252 km/h in 5000 m Höhe                              |
| Landegeschwindigkeit  | 100 km/h                                             |
| Steigzeit             | 1,8 min auf 1000 m Höhe 6 min auf 3000 m Höhe        |
| Dienstgipfelhöhe      | 7200 m                                               |
| Flugdauer             | 2 h                                                  |
| Reichweite            | 585 km                                               |
| Dauer einer Vollkurve | 14 s                                                 |
| Rollstrecke           | 150 m bei Start 250 m bei Landung                    |
| Bewaffnung            | zwei synchronisierte 7,62-mm-MG PW-1 über dem Motor  |